# Andreas Steinböck
Andreas Steinböck (* kolem roku 1667 v Eggenburgu, Dolní Rakousko – 24. října 1750 tamtéž) byl rakouský kamenický mistr a sochař období baroka.

## Život
Andreas se narodil v rodině kameníka Thomase Steinböcka (* 1625) a jeho manželky Cathariny. Měl starší bratry Wolfganga a Veitha a sestry Marthu, Barbaru a Christinu.
Dne 30. ledna 1684 přijal kamenický mistr Veith Steinböck svého bratra Andrease do učení a 30. ledna roku 1689 slavnostně zakončil učení před cechovní truhlou. V roce 1699 doložen již jako eggenburský kamenický mistr.
Dne 14. února 1694 se v Eggenburgu oženil s Marií Annou Stricknerovou (24. srpna 1669 Eggenburg  – 5. prosince 1740 tamtéž), dcerou kamenického mistra Paula Stricknera. Z jejich manželství se narodilo pět synů a čtyři dcery. Nejznámějším synem byl Gabriel Steinböck, (* 1705, Eggenburg) kterého do roku 1723 sám vyučil. Gabriel se stal císařským dvorním mistrem kameníkem ve Vídni.
Na žádost císaře se Andreas Steinböck stal v roce 1710 členem vnější rady města a roku 1712 členem vnitřní rady. Zastával důležité veřejné funkce města, včetně úřadu městského soudce v letech 1722 až 1724 a ve funkci starosty v letech 1725–1737. 

## Závěr života
Mistr Andreas zemřel v Eggenburgu byl pohřben 24. října 1750 ve věku 83 let před hlavním oltářem tehdejšího františkánského kostela. Ten byla v roce 1787 na základě reforem císaře Josefa II. zrušen a odprodána pro účely průmyslové výroby.

## Dílo

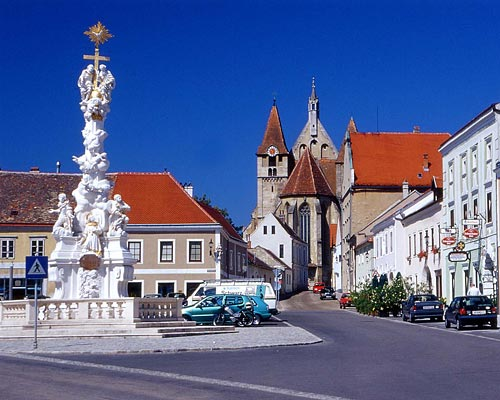
Sloup Nejsvětější Trojice v Eggenburgu

### Schwarzenberský palác

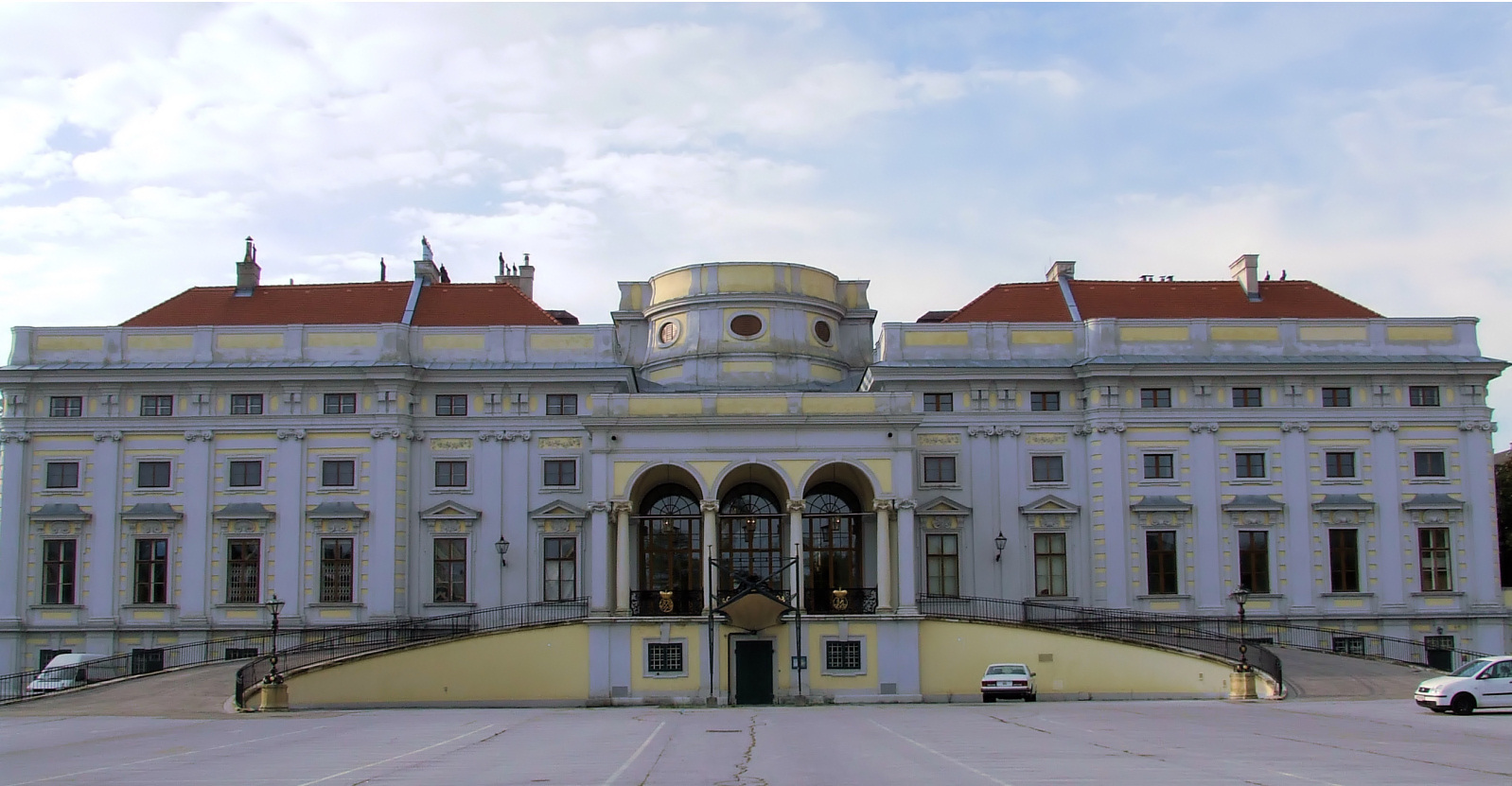
Schwarzenberský palác

V roce 1697 začal císařský dvorní maršálek Jindřich František z Mansfeldu-Fondi, skupovat pozemky po boku svého rivala v armádě prince Evžena Savojského. Poté pověřil Johanna Lucase von Hildebrandta vybudováním letního paláce. V době smrti Jindřicha Františka v roce 1715 byl palác již z velké části stavebně dokončen. Jeho vdova však rok po jeho smrti ještě nedokončenou stavbu prodala císařskému plukovníku-maršálovi Adamu Františkovi ze Schwarzenbergu.
Vytvořil také velké kamenné vázy dle návrhu Johanna Bernharda Fischera z Erlachu a kamenné balustrády pro kaskádu v zahradě. Zahrada přechází v park, který se rozprostírá podél parku Belvederu.

### Kostel svatého Karla ve Vídni
Dne 4. února 1716 byl na pustém kopci na pravém břehu Dunaje položen základní kámen kostela sv. Karla Boromejského, jako slib císaře Karla VI. po překonání morové epidemie. Samotnou stavbu zahájil 4. prosince 1715 architekt Johann Bernhard Fischer z Erlachu společně se stavitelem Antonem Erhardem Martinellim. 
Od roku 1716 dvorskou stavební kancelář vedl Gundakar Ludvík z Althanu a organizoval všechny dvorní stavby.
Od téhož roku se kamenické rodiny Steinböcků a Stricknerů, úzce spjaté sňatky, v čele s mistrem Andreasem Steinböckem podílely na kamenické výzdobě. V roce 1724, po smrti Mathiase Stricknera, převzal vedení Franz Strickner.

### Sloup Nejsvětější Trojice v Mikulově

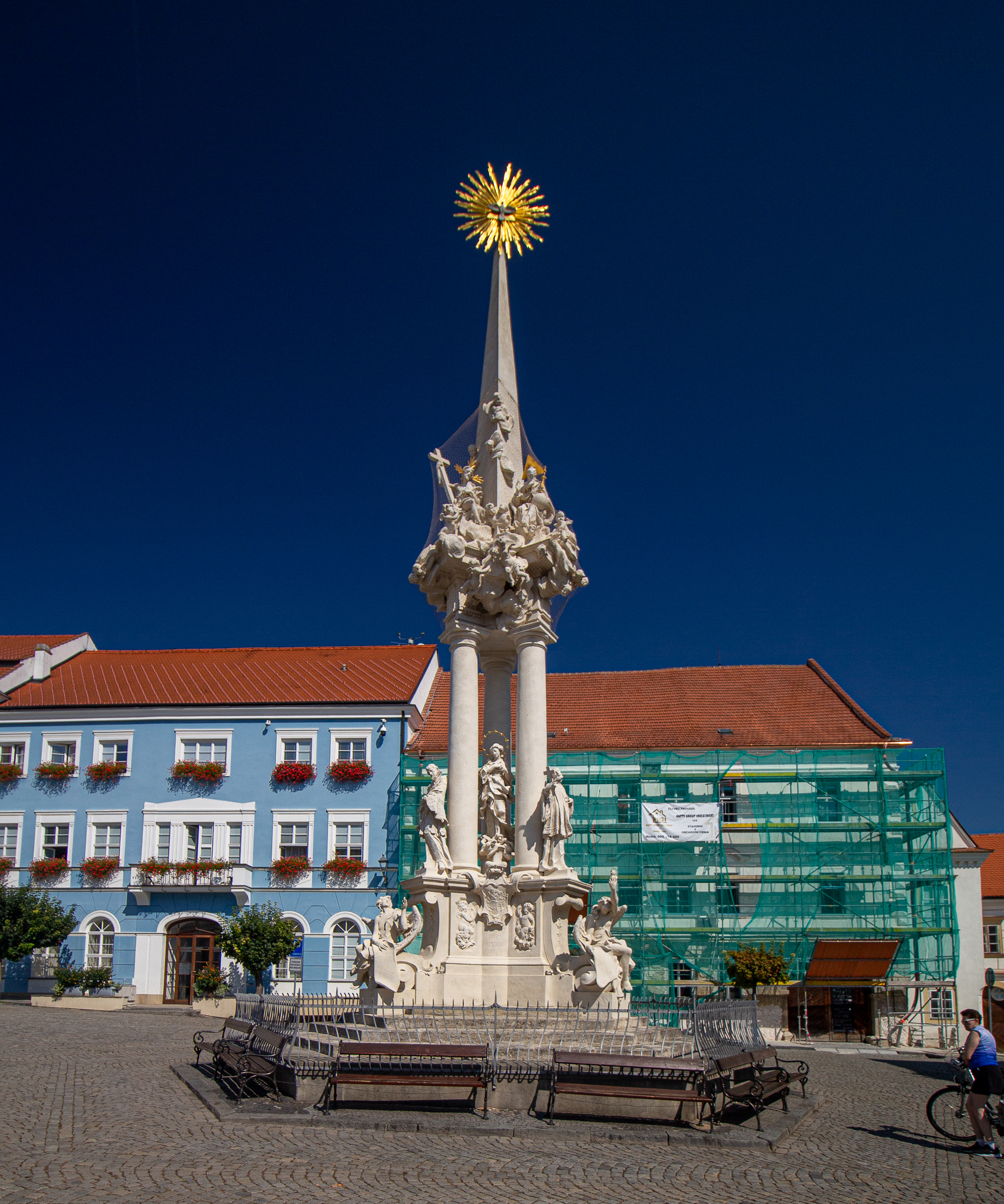
Sloup Nejsvětější Trojice na Náměstí v Mikulově

Dolnímu náměstí v jihomoravském Mikulově dominuje Sloup Nejsvětější Trojice, známý také jako Morový sloup. V roce 1723 pověřil kníže Walter Xaver z Ditrichštejna provedením díla kamenického mistra Andrease Steinböcka z Eggenburgu a mikulovského rodáka Philippa Nadera, aby dílo provedl podle uměleckého návrhu dvorního malíře Josepha Antona Prennera. Podobu figur navrhl sochař Ignác Lengelacher. Sloup je považován za jednu z nejkrásnějších památek na Moravě. 